# Plocița, Banatul de Sud
Plocița (în sârbă Плочица, cu alfabetul latin: Pločica, în limba română alternativ Plosița, în maghiară Kevepallós, în germană Ploschitz sau Blauschütz) este un sat situat în partea de nord-est a Serbiei, în Voivodina. Aparține administrativ de comuna Cuvin. La recensământul din 2002 localitatea avea 2044 locuitori.